# Current Mode

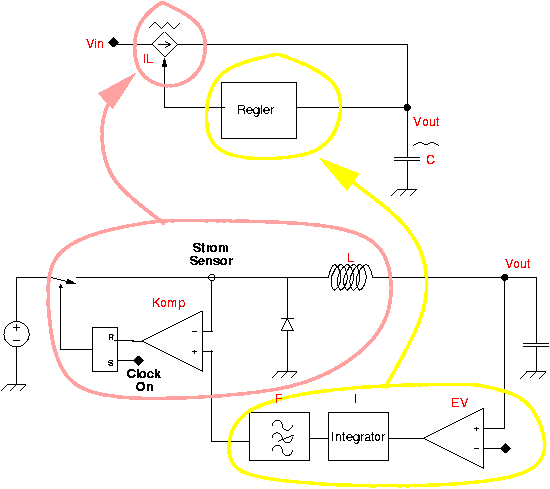
Signalflussplan und Blockschaltbild eines Abwärtswandlers mit Current Mode Regelung

Der Current Mode ist eine grundsätzliche Art, einen Gleichstromsteller oder ein Schaltnetzteil zu regeln. Die Regelung beobachtet im Gegensatz zum Voltage Mode zusätzlich zur Ausgangsspannung den Spulenstrom oder Schalterstrom. Der Spulen- oder Schalterstrom (je nachdem was leichter zu beobachten ist) wird durch eine schnelle, innere Regelschaltung auf einen Sollwert geregelt.
Dieser Stromsollwert wird durch eine äußere Schleife vorgegeben. Erst die innere Schleife bestimmt das Tastverhältnis.
Der Mittelwert des Stromes erscheint durch das Filter C am Ausgang. 
Da nur ein verzögerndes Element (das C) existiert, ist die geschlossene Schleife unter der Bedingung, dass die innere Schleife sehr schnell ist, stabil. 
Der Regler besteht aus folgenden Basiskomponenten:
- einem Eingangsverstärker EV
- einem Komparator Komp
- einen Oszillator (wie der Sägezahngenerator)

optional:
- einem Integrator I
- einem Schleifenfilter F

Der Eingangsverstärker EV verstärkt mit der Verstärkung Aev die Differenz der Ausgangsspannung Vout mit der Sollspannung Vref. Der optionale Integrator verbessert die Regeleigenschaften, indem er die Gleichstromanteile gegenüber den Wechselstromanteilen übergewichtet. Als Ergebnis erhält man eine sehr präzise mittlere Ausgangsspannung im eingeschwungenen Zustand oder Ruhezustand. Das Schleifenfilter dient dazu, die unerwünschten mittleren Frequenzanteile zu unterdrücken, die andernfalls zum Schwingen führen würden. Das Signal nach dem Filter wird dem Stromregler zugeführt.
Sind die Anforderungen an die Ausgangsspannung nicht allzu hoch, so lassen sich mit diesem Prinzip ohne Schleifenfilter und Integrator sehr einfache und damit billige Hochsetz- oder Tiefsetzsteller realisieren. Der Schleifenfilter F lässt sich in integrierten Schaltungen nur mit externen Kondensatoren realisieren und bedeutet zusätzlichen Bauteilaufwand.
Diese Anordnung wird nur benötigt, wenn sich der Tiefsetzsteller oder Hochsetzsteller zumindest zeitweise im Continuous Current Mode (kurz CCM, Stromfluss durch die Spule ist nicht unterbrochen) befindet. Kann man sicherstellen, dass sich der Regler immer im Discontinuous Current Mode (kurz DCM, lückender Strom in der Spule) befindet, kann man auf das Filter (F) verzichten.